# Ministère de l'Éducation (Grèce)
Pour les articles homonymes, voir Ministère de l'Éducation.
 (avril 2020).
Si vous disposez d'ouvrages ou d'articles de référence ou si vous connaissez des sites web de qualité traitant du thème abordé ici, merci de compléter l'article en donnant les références utiles à sa vérifiabilité et en les liant à la section « Notes et références ».
Le ministère de l'Éducation, des Religions et des Sports (en grec moderne : Υπουργείο Παιδείας, Θρησκευμάτων και Αθλητισμού) est le département ministériel du gouvernement de la République hellénique responsable du système éducatif, des rapports avec les cultes et des sports.
Avant 1926, il était appelé « ministère de l'Éducation ecclésiastique et publique », puis « ministère de la Religion et Éducation ». Il prend le titre de « ministère de l'Éducation nationale » en 1955. Après avoir ensuite changé de nom de fois à quatre reprises, il prend l'appélation « ministère de l'Éducation et des Religions » sous le premier gouvernement de Kyriákos Mitsotákis, avant d'acquérir sa dénomination actuelle le 27 juin 2023.
Il occupe actuellement le sixième rang dans l'ordre protocolaire. Kyriákos Pierrakákis est le ministre actuel depuis le 27 juin 2023 dans le  gouvernement de Kyriákos Mitsotákis.
Son siège est situé au 37, rue Papandréou dans le dème de Maroússi, au nord de l'agglomération d'Athènes.

## Compétences
L'éducation en Grèce est sous la responsabilité du ministère de l'Éducation nationale et des Religions. Conformément aux dispositions de la Constitution et des lois, la mission du ministère est de promouvoir à l'éducation morale, spirituelle, professionnelle et physique des Grecs ; le développement de la conscience nationale et religieuse ainsi que leur libre expression ; le développement et la promotion de la science, de la Recherche et de l'enseignement ; la protection de la liberté de conscience et l'encadrement de toutes les religions connues ; ainsi que les sports.

## Titre
Le ministère de l'Éducation, des Religions et des Sports est le titre actuel du département ministériel chargée de l'éducation nationale, depuis le 27 juin 2023. C'est le cabinet de Kyriákos Mitsotákis qui lui donne sa dénomination actuelle.
Le ministère a changé à de multiples reprises de nom :
- Ministère de l'Éducation Ecclésiastique et Publique (Υπουργείο Εκκλησιαστικών και Δημοσίας Εκπαιδεύσεως), entre 1833 et 1926 ;
- Ministère des Religions et de l'Éducation (Υπουργείο Θρησκευμάτων και Παιδείας), entre 1926 et 1949 ;
- Ministère des Religions et de l'Éducation nationale (Υπουργείο Θρησκευμάτων και Εθνικής Παιδείας), entre 1949 et 1955 ;
- Ministère de l'Éducation nationale et des Religions (Υπουργείο Εθνικής Παιδείας και Θρησκευμάτων), entre 1955 et 2009 ;
- Ministère de l'Éducation, de la Formation Continue et des Religions (Υπουργείο Παιδείας, Διά Βίου Μάθησης και Θρησκευμάτων) entre le 7 octobre 2012 et le 24 juin 2013 ;
- Ministère de l'Éducation et des Religions, entre le 24 juin 2013 et le 26 janvier 2015 ;
- Ministère de la Culture, de l'Éducation et des Religions (Υπουργείο Πολιτισμού, Παιδείας και Θρησκευμάτων), entre le 26 janvier 2015 et le 23 septembre 2015 ;
- Ministère de l'Éducation, de la Recherche et des Religions, entre le 23 septembre 2015 et le 8 juillet 2019.
- Ministère de l'Éducation et des Religions entre le 8 juillet 2019 et le 26 juin 2023.

## Historique

### Royaume de Grèce

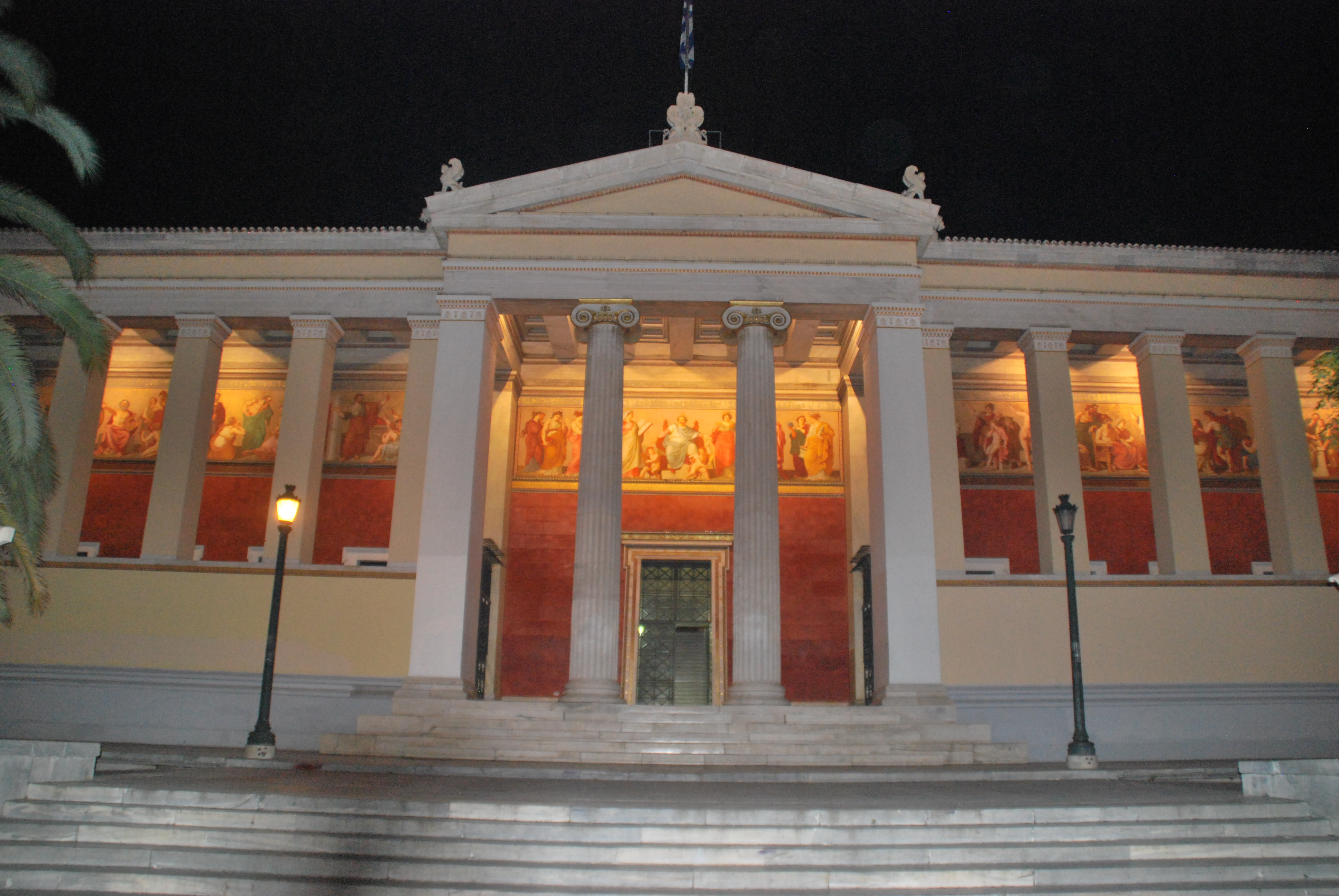
Une des entrées de l'Université nationale et capodistrienne d'Athènes.

Construire une éducation publique en Grèce, voilà la charge qu'il incombait au nouveau gouvernement royal d'Othon qui œuvra beaucoup en ce sens. La loi de 1834 peut être considérée à plus d'un titre comme fondatrice du système national d'enseignement, influencée par la Loi Guizot sur l'instruction primaire et l'un des trois régents, le bavarois Maurer, suivie en 1836 par un autre décret législatif relatif à l'enseignement secondaire.
La loi de 1834 dispose que les écoles élémentaires seraient établies dans chaque municipalité et seraient financées et contrôlées par ces dernières. Les écoles élémentaires sont déclarées obligatoires pour tous les enfants dont l'âge est compris entre 5 et 12 ans, pour les filles comme pour les garçons. L'autorité responsable de la gestion des écoles est attribuée au nouveau ministère de l'Éducation. La loi établit que seraient enseignées la religion, la lecture, l'écriture, l'arithmétique, la langue grecque, le dessin, le géographie élémentaire, l'Histoire de la Grèce, les sciences naturelles ainsi que la gymnastique. Pour la première fois, l'éducation n'est plus du ressort d'organismes privés et de l'Église - qui conserve un rôle prééminent dans les affaires scolaires. Certes, il est évident que la Grèce n'atteignit pas l'année de la promulgation de la loi un taux d'analphabétisme quasi-nul, mais les bases du système éducatif grec était posé.
La loi de 1836 vise à organiser l'ensemble des activités scolaires après l'enseignement primaire. L'enseignement secondaire est organisé en deux types d'écoles, complémentaires : Écoles helléniques ou gymnasis, composée de trois classes ou niveaux et Gymnasion, composé de quatre classes ou niveaux. Les écoles helléniques et le gymnasion sont fortement inspirés du modèle allemand des Lateinschulen et des Gymnasium. Leur type d'enseignement reflète bien la pensée allemande néo-humaniste, pétrie de culture latine et grecque, admirant la Grèce classique.

#### Un nombre croissant d'élèves
- En 1830 : population générale, 700 000 hab. ; nombre des écoles primaires, 71 : nombre des élèves, 6 721[2] ;
- En 1855 : population, 998 266 hab. ; 357 écoles de garçons avec 30 520 élèves, et 52 écoles de filles avec 4 753 élèves ;
- En 1860 : population, 1 096 810 hab. ; 598 écoles de garçons avec 38 427 élèves, et 70 écoles de filles avec 6 803 élèves ;
- En 1866 : population, 1 325 479 hab. ; 942 écoles de garçons avec 44 102 élèves, et 125 écoles de filles avec 8 431 élèves ;
- En 1869 : population, 1 325 479 hab. ; 898 écoles de garçons avec 43 876 élèves, et 133 écoles de filles avec 8 824 élèves ;
- En 1873 : population, 1 437 026 hab. ; 989 écoles de garçons avec 63 156 élèves, 138 écoles de filles avec 11 405 élèves, et 141 écoles libres avec 3 558 élèves ;
- En 1879 : population, 1 679 775 hab. ; 1 035 écoles de garçons avec 67 108 élèves, 137 écoles de filles avec 12 340 élèves, 276 écoles libres avec 11 092 élèves, 6 écoles professionnelles avec 510 élèves, et 11 cours d'adultes avec 1 000 élèves.
- En 1870, d'après les renseignements officiels, 65 enfants pour 1 000 habitants fréquentaient les écoles. On comptait une école primaire de garçons pour 747 habitants. Plusieurs communes avaient plus d'une école de garçons, et en moyenne il y en avait 2,79 par commune. Il n'en était pas de même pour les écoles de filles: 137 communes seulement en possédaient, 229 en étaient privées.

#### Budget du Ministère
La dépense annuelle du ministère a été la suivante en 1907-1908 : administration centrale, 81 320 drachmes ; dépenses des cultes, 251 116 drachmes ; enseignement supérieur, 690 920 drachmes ; service archéologique et musée des beaux-arts, 282 497 drachmes ; enseignement moyen, 3 125 988 drachmes, plus 108 460 drachmes de subventions à diverses sociétés ; enseignement élémentaire ou communal, 1 252 030 drachmes ; au total 5 792 331 drachmes.

### Entre-Deux-Guerres: réformes populaires de la Deuxième République et dictature royale

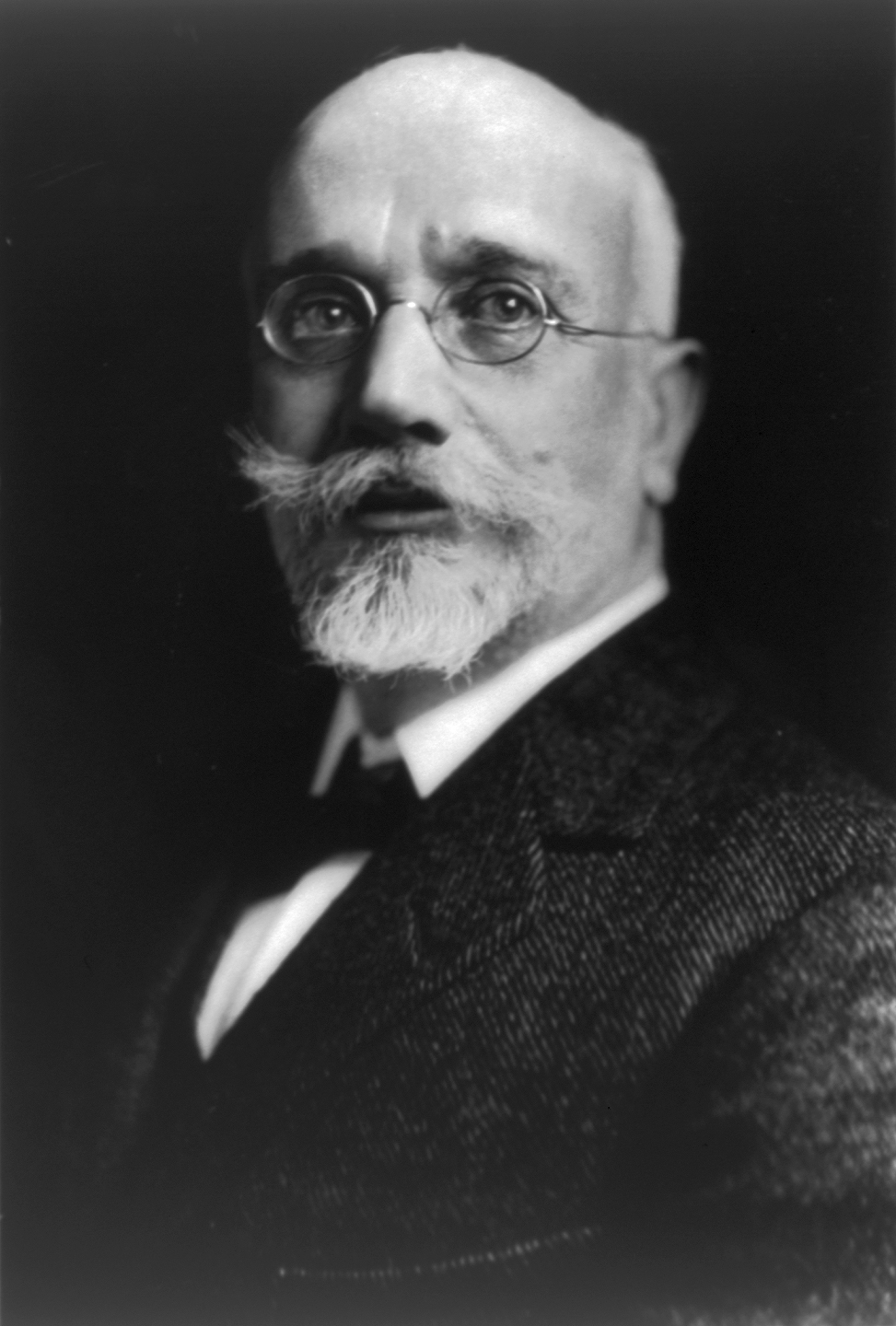
Elefthérios Venizélos, Premier ministre de Grèce, mène une politique en faveur de l'éducation populaire.

Au cours d'un discours en 1928, Elefthérios Venizélos, le Premier Ministre grec se montre critique face à une éducation scolaire beaucoup trop « classique » qui conduisait les futurs élèves à occuper trop souvent des postes de fonctionnaires, symboles d'un emploi sûr et pérenne, au détriment de l'activité technique et industrielle. Venizélos qui fustigeait déjà aux lendemains du Coup de Goudi ce « prolétariat intellectuel », engagea des réformes éducatives en faveur d'une éducation professionnelle par la mise en place d'écoles pratiques. Une autre problématique auquel le gouvernement grec de l'époque dut faire face était la généralisation de l'école publique car trop souvent, il manquait d'infrastructures et des enfants qui échappait au caractère obligatoire de l'instruction. La réforme de 1929 a contribué à pallier les déficiences qui existaient, notamment entre les territoires. L'extension de la durée d'études obligatoires passe de 15 à 17 et permet de relever le niveau éducatif de la population.   
Suivant ce cadre, l'école élémentaire est réaffirmée comme obligatoire. Les sciences appliquées (mathématiques, agronomie, physique, agriculture, chimie), qui ne représentait que 27 % seulement des heures de cours avec les lois précédentes, obtiennent une place plus importante. La loi de 1836 est profondément repensée avec la loi sur l'enseignement secondaire de 1931 : les écoles helléniques sont abolies et la division se fait désormais entre les gymnasis et les lycées pratiques. Un examen d'entrée est obligatoire pour accéder à l'enseignement secondaire. Les années d'études sont elles aussi modifiées, passant de trois ans dans l'enseignement primaire et quatre dans l'enseignement secondaire à six ans. En 1938, le pays compte 349 gymnasis (lycées classiques), 15 lycées pratiques et 31 écoles commerciales. Sur un total de 78 000 élèves des écoles publiques, 68 000 sont dans les lycées classiques, 3 100 dans les lycées pratiques et 473 dans les écoles commerciales. 123 suivent des cours dans les écoles techniques (agricoles, industrielles, marine marchande). 
La dictature de Ioánnis Metaxás (1935-1941) suspend les libertés civiles et le ministère de l'Éducation est chargé de centrer les programmes scolaires sur la culture grecque et bannissant toute référence à la démocratie. Paradoxalement, sa politique a encouragé la standardisation de la langue grecque et a permis la mise en place d'une grammaire unique, loin des divisions sémantiques qui existaient alors entre démotique et katharévousa. Le programme de Metaxás rencontra l'opposition d'éminents linguistes, notamment celle du philologue Ioannis Kakridis, professeur à l'Université d'Athènes. 

### Seconde Guerre mondiale
Durant l'Occupation par les Allemands, les Bulgares et les Italiens, la Grèce est dirigée par un gouvernement collaborateur fantoche dont l'action est entravée, d'une part, par les Allemands eux-mêmes qui contrôlent étroitement son champ d'action, et d'autre part, par un manque de contrôle sur le territoire national. Sous l'impulsion du pédagogue Nikolaos Exarchopoulos, les programmes scolaires sont expurgés et présentent les théories raciales de ce dernier, qui appelle à une « transformation radicale » et à une « réorientation » du système éducatif. Ses mesures visent à renforcer l'enseignement professionnel, présenter les valeurs traditionnelles grecques (nationalisme, supériorité prétendue raciale, religion orthodoxe). De surcroît, Exarchopoulos souhaite que les écoles éradiquent l'individualisme de la culture grecque et son matérialisme. Ses réformes ont dans les faits peu d'échos, eu égard à la défiance de la population vis-à-vis du pseudo-gouvernement collaborateur incarné par le général Georgios Tsolakoglou. La guerre civile grecque (1945-1949) déchire la population, partagée entre l'idéologie communiste du K. K. E. les loyalistes fidèles à la monarchie, et à des conséquences dramatiques tant idéologiques que matérielles. 
En 1950, près de 70 % des écoles sont totalement ou partiellement détruites, 90 % du matériel scolaire a été perdu, 7 % des enseignants sont morts et la moitié du corps éducatif est absent ou incapable d'assurer ses fonctions, et des milliers d'enfants sont orphelins, gravement malades et gravement traumatisés.

### Années 1950 et Reconstruction

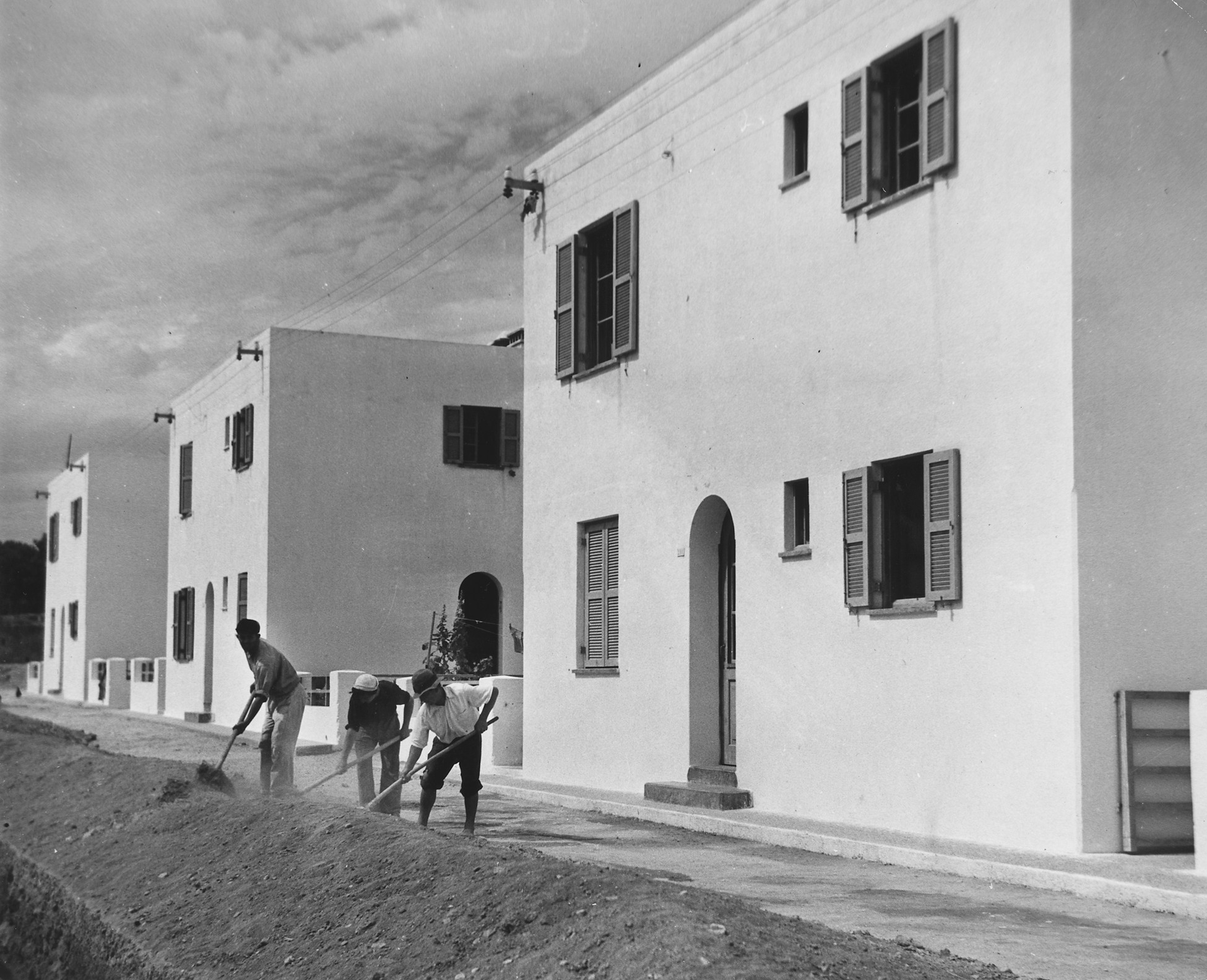
La Reconstruction en Grèce dans les années 1950.

La tâche majeure du gouvernement est de reconstruire intégralement ou presque le système éducatif. En 1951, près de 91 % des écoliers sont de retour dans les écoles primaires et 183 570 élèves, un nombre record, dans les écoles secondaires. Toutefois, il ne faut pas sous-estimer la reconstruction progressive au cours des années 1950. Bien qu'obligatoire, un nombre important d'enfants ne peut toujours pas effectuer un parcours scolaire complet : seulement 48 % des élèves poursuivent leurs études dans l'enseignement secondaire. La réforme ambitieuse de 1951 ne voit finalement pas le jour et reste à l'état de projet. Le caractère très élitiste du gymnasion est critiqué, accusé de favoriser l'« entre-soi » et les classes favorisées. 
En 1955, le ministère prend le nom de ministère de l'Éducation nationale et des Religions (Υπουργείο Εθνικής Παιδείας και Θρησκευμάτων).

### Réforme Karamanlís de 1959

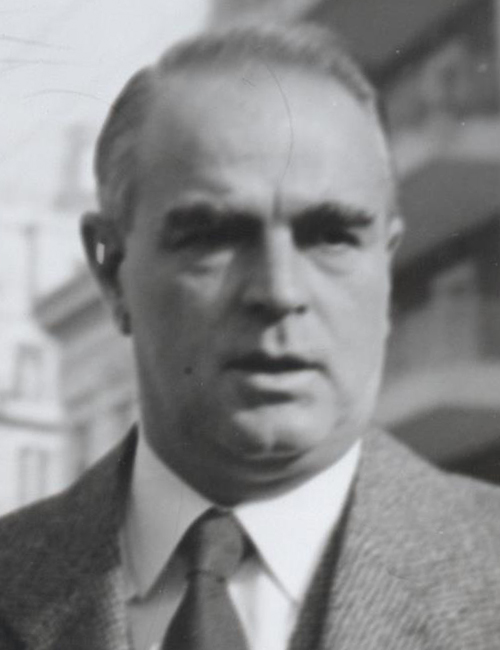
Konstantínos Karamanlís a beaucoup œuvré pour la modernisation du système éducatif grec.

En 1957, un rapport de la commission à l'Éducation présente des pistes de réformes au gouvernement. Une place plus importante est désormais attribuée aux industries et au travail manuel, dans un pays qui a besoin de se construire une économie forte en pleine Trente Glorieuses. La Commission est composée de professeurs issus de l'Université d'Athènes, de l'Université de Thessalonique, d'un membre du Parlement et duphilosophe et pédagogue Evangelos Papanoutsos (de). Le rapport rappelle l'impérieuse nécessité qui incombe au gouvernement de diffuser une éducation non seulement « intellectuelle » mais qui vise aussi le développement économique du pays : 
De plus, l'État, sans retard, doit « faire preuve de son intérêt en offrant à notre économie les moyens éducatifs et en mobilisant toutes les ressources qui sont à sa disposition. » Les dépenses publiques doivent être accordées en toute priorité à l'éducation nationale et le gouvernement parcimonieux avec l'argent du contribuable. Enfin, le rapport recommande vivement la modernisation des équipements et des infrastructures, qui datent parfois des réformes de 1929 voire de celles de 1911. Il s'agit, en outre, d'adapter les classes en fonction du le nombre d'élèves en augmentation.
Le gouvernement de Konstantínos Karamanlís, alors aux affaires et commanditaire du rapport, s'attelle à mettre en œuvre toutes les recommandations : les gymnasion sont ouverts à l'enseignement scientifique, l'enseignement religieux est largement réduit, les langues étrangères occupent une place plus importante et l'anglais fait son apparition dans les programmes. L'enseignement secondaire est réformé et divisé en deux parties distinctes et complémentaires : trois premières années au premier niveau du gymnasion et trois secondes années au deuxième niveau du gymnasium. Le premier niveau est chargé de diffuser un enseignement général où plus d'heures sont consacrées aux langues étrangères et aux disciplines scientifiques ; le second niveau oriente les élèves verts différentes spécialités, Humanités, Mathématiques, Technique, Économie, Agriculture, Langues étrangères et Sciences naturelles. La réforme de Karamanlís permet à la Grèce de rehausser son niveau éducatif de manière considérable. En 1964, la création d'une université dédiée aux sciences, l'Université de Patras, va dans le sens de la vague réformatrice.

## Titulaires
| Nom                                                                 | Nom                         | Mandat            | Mandat            | Parti    | Gouvernement                     |
| ------------------------------------------------------------------- | --------------------------- | ----------------- | ----------------- | -------- | -------------------------------- |
| Ministre de l'Éducation nationale et des Religions                  |                             |                   |                   |          |                                  |
|                                                                     | Nikólaos Loúros             | 24 juillet 1974   | 21 novembre 1974  | Sans     | Unité nationale                  |
|                                                                     | Panagiótis Zépos            | 24 juillet 1974   | 5 janvier 1976    | ND       | Konstantínos Karamanlís VI       |
|                                                                     | Geórgios Rállis             | 5 janvier 1976    | 28 novembre 1977  | ND       | Konstantínos Karamanlís VI       |
|                                                                     | Ioánnis Varvitsiótis        | 28 novembre 1977  | 10 mai 1980       | ND       | Konstantínos Karamanlís VII      |
|                                                                     | Athanásios Taliadoúros      | 10 mai 1980       | 21 octobre 1981   | ND       | Rállis                           |
|                                                                     | Leftéris Veryvákis          | 21 octobre 1981   | 5 juillet 1982    | PASOK    | Andréas Papandréou I             |
|                                                                     | Apóstolos Kaklamánis        | 5 juillet 1982    | 25 avril 1986     | PASOK    | Andréas Papandréou I, II         |
|                                                                     | Antónis Trítsis             | 25 avril 1986     | 9 mai 1988        | PASOK    | Andréas Papandréou II            |
|                                                                     | Apóstolos Kaklamánis        | 9 mai 1988        | 22 juin 1988      | PASOK    | Andréas Papandréou II            |
|                                                                     | Giórgos Papandréou          | 22 juin 1988      | 2 juillet 1989    | PASOK    | Andréas Papandréou II            |
|                                                                     | Vasíleios Kontogiannópoulos | 2 juillet 1989    | 12 octobre 1989   | ND       | Tzannetákis                      |
|                                                                     | Konstantínos Despotópoulos  | 12 octobre 1989   | 23 novembre 1989  | Sans     | Grívas                           |
|                                                                     | Konstantínos Simítis        | 23 novembre 1989  | 13 février 1990   | PASOK    | Zolótas                          |
|                                                                     | Konstantínos Despotópoulos  | 13 février 1990   | 11 avril 1990     | Sans     | Zolótas                          |
|                                                                     | Vasíleios Kontogiannópoulos | 11 avril 1990     | 10 janvier 1991   | ND       | Konstantínos Mitsotákis          |
|                                                                     | Geórgios Soufliás           | 10 janvier 1991   | 13 octobre 1993   | ND       | Konstantínos Mitsotákis          |
|                                                                     | Dimítris Phatoúros          | 13 octobre 1993   | 8 juillet 1994    | PASOK    | Andréas Papandréou III           |
|                                                                     | Giórgos Papandréou          | 8 juillet 1994    | 25 septembre 1996 | PASOK    | Andréas Papandréou III Simítis I |
|                                                                     | Gerásimos Arsénis           | 25 septembre 1996 | 13 avril 2000     | PASOK    | Simítis II                       |
|                                                                     | Pétros Efthimíou            | 13 avril 2000     | 10 mars 2004      | PASOK    | Simítis III                      |
|                                                                     | Mariétta Yannákou           | 10 mars 2004      | 19 septembre 2007 | ND       | Kóstas Karamanlís I              |
|                                                                     | Evripídis Stylianídis       | 19 septembre 2007 | 8 janvier 2009    | ND       | Kóstas Karamanlís II             |
|                                                                     | Áris Spiliotópoulos         | 8 janvier 2009    | 7 octobre 2009    | ND       | Kóstas Karamanlís II             |
| Ministre de l'Éducation, de la Formation continue et des Religions  |                             |                   |                   |          |                                  |
|                                                                     | Ánna Diamantopoúlou         | 7 octobre 2009    | 7 mars 2012       | PASOK    | Giórgos Papandréou Papadímos     |
|                                                                     | Geórgios Bambiniótis        | 7 mars 2012       | 17 mai 2012       | Sans     | Papadímos                        |
|                                                                     | Angelikí-Effrosýni Kiáou    | 17 mai 2012       | 21 juin 2012      | Sans     | Pikramménos                      |
| Ministre de l'Éducation, de la Culture, des Sports et des Religions |                             |                   |                   |          |                                  |
|                                                                     | Kóstas Arvanitópoulos       | 21 juin 2012      | 25 juin 2013      | ND       | Samarás                          |
| Ministre de l'Éducation et des Religions                            |                             |                   |                   |          |                                  |
|                                                                     | Kóstas Arvanitópoulos       | 25 juin 2013      | 9 juin 2014       | ND       | Samarás                          |
|                                                                     | Andréas Lovérdos            | 9 juin 2014       | 27 janvier 2015   | SNE (el) | Samarás                          |
| Ministre de l'Éducation, de la Recherche et des Religions           |                             |                   |                   |          |                                  |
|                                                                     | Nikólaos Fílis              | 23 septembre 2015 | 5 novembre 2016   | SYRIZA   | Tsípras II                       |
|                                                                     | Kóstas Gavróglou            | 5 novembre 2016   | 9 juillet 2019    | SYRIZA   | Tsípras II                       |
| Ministre de l'Éducation et des Religions                            |                             |                   |                   |          |                                  |
|                                                                     | Níki Keraméos               | 9 juillet 2019    | 26 mai 2023       | ND       | K. Mitsotákis I                  |
|                                                                     | Chrístos Kíttas             | 26 mai 2023       | 27 juin 2023      | Sans     | Sarmás                           |
| Ministre de l'Éducation, des Religions et des Sports                |                             |                   |                   |          |                                  |
|                                                                     | Kyriákos Pierrakákis        | 27 juin 2023      | en cours          | ND       | K. Mitsotákis II                 |